# Thalendorf
Thalendorf (westallgäuerisch: Dhalədorf) ist ein Gemeindeteil der Gemeinde Gestratz im bayerisch-schwäbischen Landkreis Lindau (Bodensee).

## Geographie
Das Dorf liegt rund ein Kilometer südöstlich des Hauptortes Gestratz und ist Teil der Region Westallgäu. Nördlich der Ortschaft verläuft die Obere Argen.

## Ortsname
Der Ortsname bedeutet Dorf der im Tal Lebenden.

## Geschichte
Thalendorf wurde erstmals im Jahr 1338 als „Talerdorf“ erwähnt. Nordöstlich des Ortes befand sich ein Burgstall des Vogts zu Thalendorf, in dem sich bis ins 16. Jahrhundert das Gericht Thalendorf befand, ehe es nach Grünenbach verlegt wurde.

## Baudenkmäler
Siehe: Liste der Baudenkmäler in Thalendorf